# Автомобільна промисловість у Казахстані
Автомобільна промисловість Казахстану — галузь економіки Казахстану.
Казахстан вступив в Міжнародну організацію виробників автотранспорту  (Organisation Internationale des Constructeurs d'Automobiles, OICA), яка об'єднує найбільших автовиробників планети.

## Історія
Казахстан — нова країна на карті глобального автопрому.
Початком відліку реальної історії складання вітчизняних авто можна вважати 28 березня 2003 року, коли відбулося офіційне відкриття продажів в РК перших автомобілів ВАЗ-21213, складених заводом «Азія-Авто».
13 серпня 2003 Президент країни Нурсултан Назарбаєв особисто протестував нову «Ниву» і зазначив, що підприємство має хорошу перспективу, оскільки сьогодні для казахстанського споживача це найкраща модель.

## Сучасний стан
На сьогоднішній день в Казахстані діють 6 великих підприємств з виробництва легкового і вантажного транспорту: АТ «АгромашХолдинг», ТОВ «СариАркаАвтопром», АТ «Азія-Авто», «КАМАЗ-Інжиніринг», ТОВ «Hyundai Auto Trans», ТОВ «СемАЗ». Легкові авто виробляють тільки три перші фірми, «КАМАЗ-Інжиніринг», ТОВ «Hyundai Auto Trans», ТОВ «СемАЗ» спеціалізуються на комерційній техніці.

## Розмір ринку

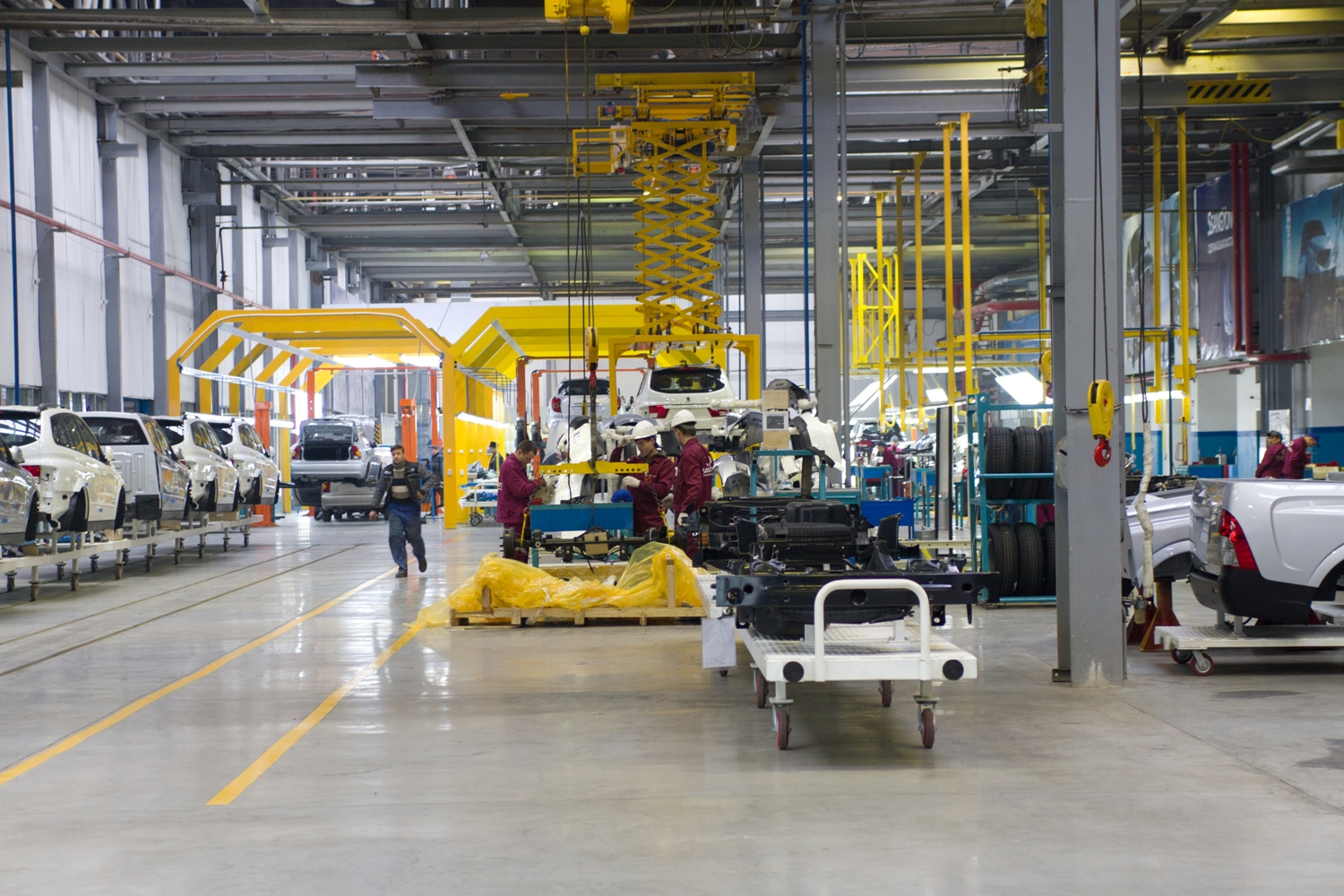
Цех складання автомобілів SsangYong та ZAZ Chance на заводі «АгромашХолдинг»

У 2005 році було продано 13,572 казахстанських авто, в 2006 році — 20,094, в 2007 році — пік продажів 35,005. В Період Кризи світового обсяг продажів нових авто впав до 24,822 авто в 2008 році, до 16,345 авто в 2009 році. У 2010 році Казахстан вийшов оновленим з кризи, запустивши програму ФІІР з рекордним зростанням ВВП в 7 %, і відразу кількість проданих нових іномарок зросла до 22,402 автомобілів. За даними АКАБ в 2014 році в РК було вироблено 37,157 автомобілів.
Обсяг виробництва автомобілів в структурі обробної промисловості за 5 років зріс на 1 процентний пункт з 16 млрд. тенге в 2010 до 80 млрд тенге в 2015 році і перевищив показник легкої промисловості навіть в кризовий 2015 рік.
За інформацією комітету зі статистики, в 2015 році виробництво автотранспортних засобів в республіці у фізичних обсягах скоротилося на 57,1 %. За перший квартал 2016 порівняно з аналогічним періодом минулого року цей показник впав на 82,5 %.
Вантажних автомобілів в січні-березні 2016 року було вироблено 247 — на 14,2 % менше, ніж за такий же період 2015 року; причепів та напівпричепів — 114, на 8,8 % менше.
За підсумками перших двох місяців 2016 року попит на легкові автомобілі знизився майже в п'ять разів відповідно до аналогічного періоду 2016 року, виробництво — в 13,4 рази. Більше 91 % ринку припало на імпорт. При цьому експорт склав всього 2,9 %, решта 97,1 %, були реалізовані на внутрішньому ринку країни. Попит на вантажні автомобілі зменшився в чотири рази. У цьому сегменті казахстанські виробники забезпечили 24,1 % ринку.

## Обсяг виробництва
У грудні 2002 року в республіці було створено перший автомобільний завод АТ "АЗІЯ АВТО". В цілому за 15 років в Республіці було вироблено понад 160 тис. легкових автомобілів.
|                                | 2003  | 2004  | 2005  | 2006  | 2007  | 2008  | 2009 | 2010  | 2011  | 2012   | 2013   | 2014   | 2015   | 2016  | 2017   |
| ------------------------------ | ----- | ----- | ----- | ----- | ----- | ----- | ---- | ----- | ----- | ------ | ------ | ------ | ------ | ----- | ------ |
| Автомобілі легкові пасажирські | 2,628 | 3,206 | 2,268 | 2,945 | 6,311 | 3,271 | 745  | 3,176 | 8,195 | 19,186 | 37,469 | 37,160 | 12,184 | 5,192 | 16,789 |
| Східно-Казахстанська область   | 2,628 | 3,206 | 2,268 | 2,945 | 6,311 | 3,271 | 745  | 3,099 | 7,326 | 16,522 | 31,005 | 28,806 | 6,882  | 2,962 | 11,412 |
| Костанайська область           |       |       |       |       |       |       |      | 77    | 869   | 2,664  | 6,464  | 8,354  | 5,302  | 2,230 | 5,377  |

## Виробники

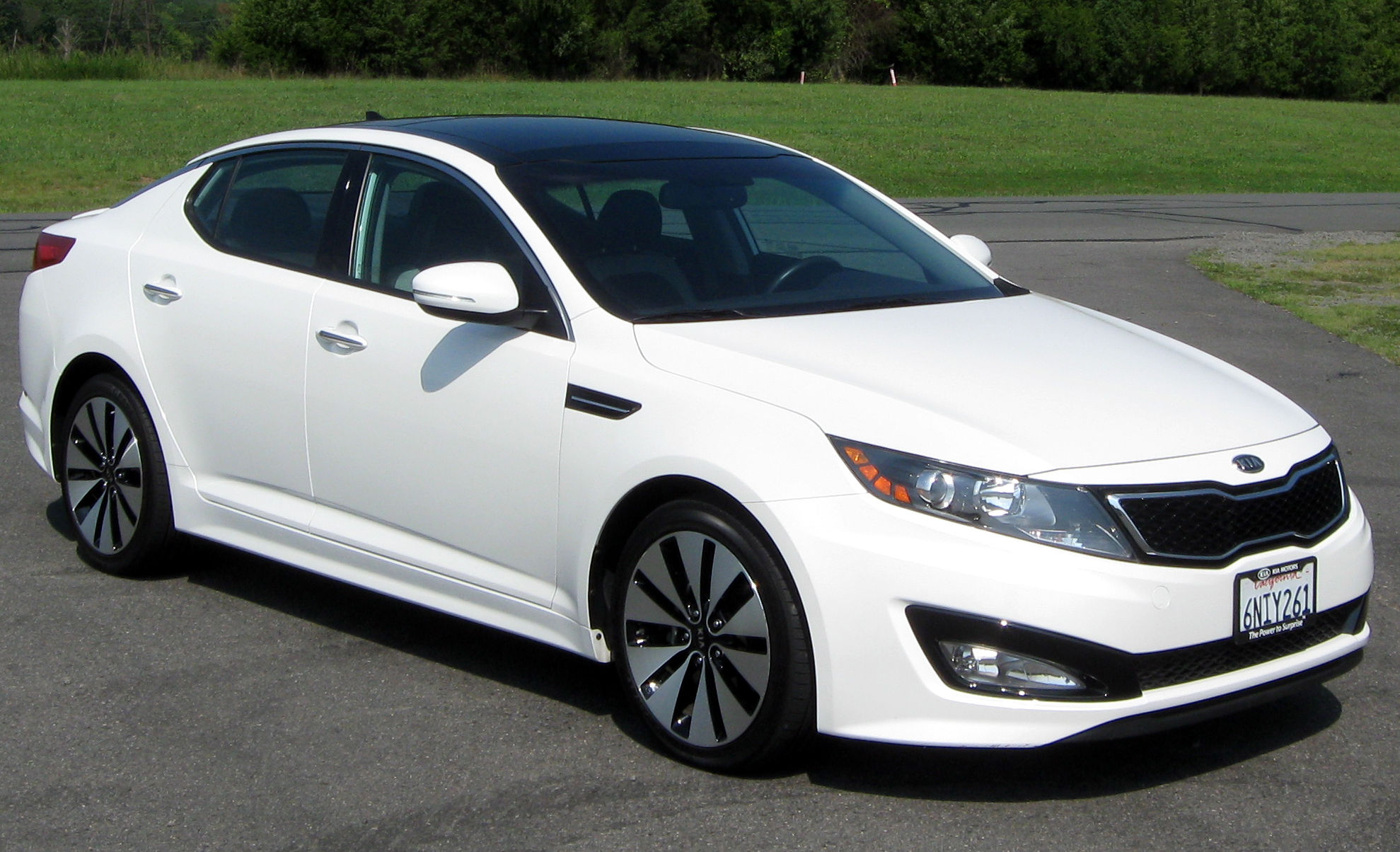
Kia Optima («Азія-Авто»)

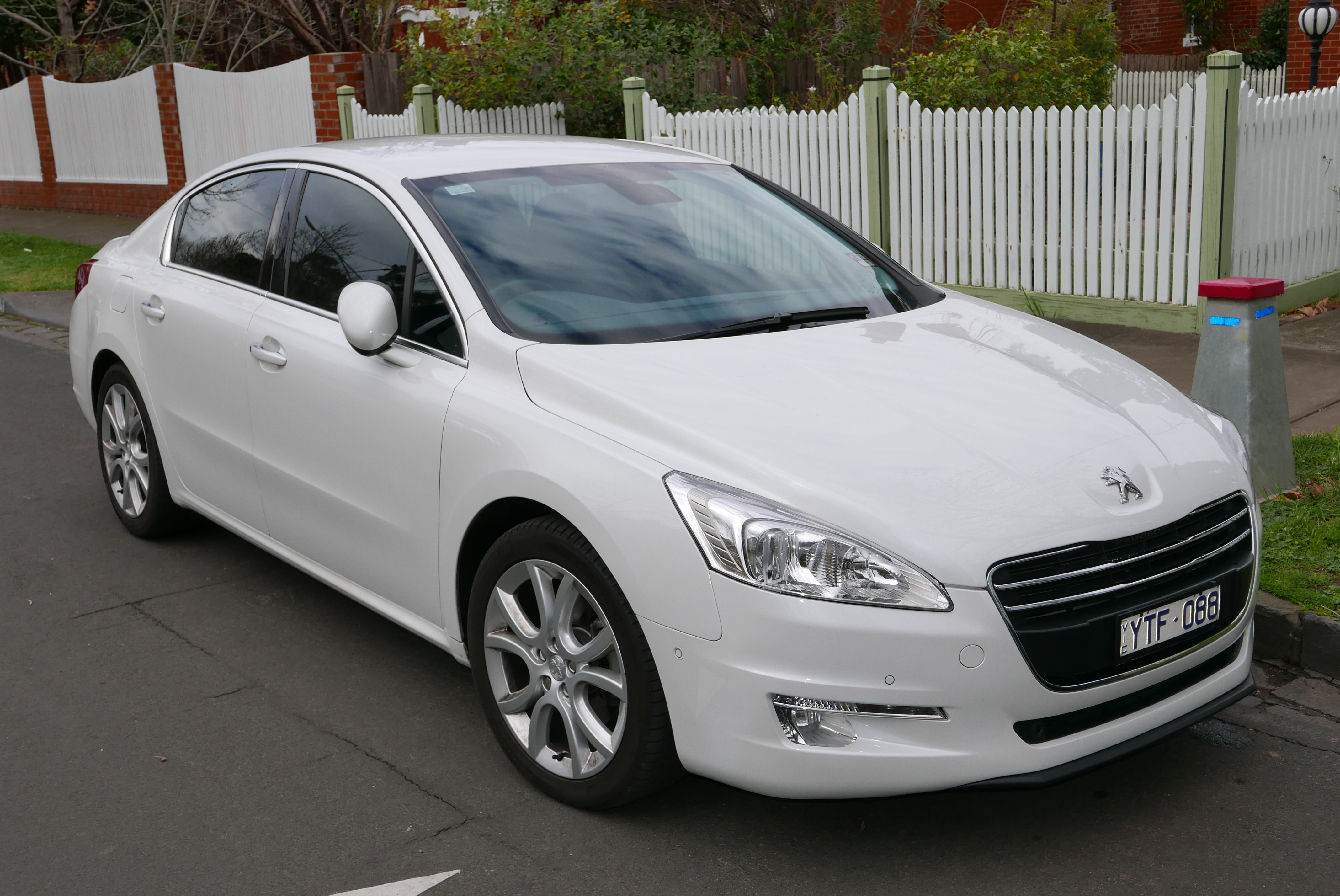
Peugeot 508 («АгромашХолдинг»)

### Виробники легкових автомобілів
- Азія-Авто
- АгромашХолдинг
- СариАркаАвтопром

### Виробники вантажівок та автобусів
- КАМАЗ-Інжиніринг
- Hyundai Auto Trans
- СемАЗ